# カツ・ハウィン
- 機動戦士ガンダム > 機動戦士ガンダムの登場人物 地球連邦軍 > カツ・ハウィン
- 機動戦士Ζガンダム > 機動戦士Ζガンダムの登場人物 > カツ・ハウィン

カツ・ハウィン（改姓: カツ・コバヤシ）は、テレビアニメ『機動戦士ガンダム』『機動戦士Ζガンダム』に登場する架空の人物。

## デザイン
キャラクターデザインは『ガンダム』『Ζガンダム』ともに安彦良和。安彦は『Ζガンダム』の企画に乗り気ではなく、カツが作品上で重要なキャラクターとして描写されたため、のちに「こんなに活躍するのならもっと手を入れるべきだったかもしれない」と語っている。

## 担当声優
- 白石冬美（機動戦士ガンダム）間嶋里美27話
- 難波圭一（機動戦士Zガンダム）
- 浪川大輔（劇場版 機動戦士Zガンダム）
- 朝井彩加（機動戦士ガンダム THE ORIGIN）

## 劇中での活躍

### 一年戦争（『機動戦士ガンダム』）
当時は7歳。サイド7の戦災孤児として、ホワイトベースに避難する。レツ・コ・ファンやキッカ・キタモトらとトリオとして、ホワイトベース内でかわいがられる。トリオの中では唯一、第1話に未登場で、初登場はフラウ・ボゥに連れられてホワイトベースへ避難する第2話の冒頭である。トリオの中では最年長で、劇中では最もおっとりした性格である。一時はジャブローにて施設に引き取られそうになるが、3人の強い希望で引き続きホワイトベースに残り、終戦を迎える。子供ながら一年戦争を最終決戦まで生き抜き、最終話ではア・バオア・クーから脱出するアムロ・レイのコア・ファイターをキッカやレツとともに誘導し、ニュータイプの片鱗を覗かせる。
ジャブローにおいて3人で施設を脱走した際には、偶然シャア率いるジオン公国軍特殊部隊によるMS工場の破壊工作でジムに爆弾を取り付ける場面に遭遇してしまい、拘束されてしまうが脱出してカイやハヤト、アムロに合流し、破壊阻止に貢献する。
漫画『機動戦士ガンダム THE ORIGIN』の特別編「その前夜」では、『THE ORIGIN』第1話の前日譚に当たるサイド7の様子が描かれているが、彼はレツやキッカとともに小学生の扱いで、年下のキッカに彼女の母親からの依頼で宿題を教えている。その様子をクラスメイトに「ロリコン」とはやし立てられるが、レツがそれを撃退し、カツの母親が夜勤の日であることもあり彼を家に招待している。なお、カツは料理ができ、得意なのはポテトサラダやカレーとのこと。

### グリプス戦役 （『機動戦士Ζガンダム』）
一年戦争後、ホワイトベースの乗組員だったハヤト・コバヤシとフラウ・ボゥが結婚したことに伴い、レツやキッカと共に引き取られて養子となり、コバヤシに改姓している。15歳に成長したカツは、ハヤトのカラバ参加に伴い、地球連邦軍によって軟禁状態だったかつての英雄、アムロ・レイのエゥーゴ参加を促し、彼と共にカラバに参入する。また、ガンダムMk-IIで無断出撃した際には、養父であるハヤトから暴力的修正を含む叱責を被るが（劇場版ではこのエピソード自体がカットされている）、その後は彼の許可を得たうえでブライト・ノアらの承諾を得て宇宙へ上がり、エゥーゴに参加する。
宇宙へ上がる際には、アムロより彼が一年戦争当時のア・バオア・クー内部でシャア・アズナブルと撃ち合った拳銃を、餞別として預託される。それ以後、その拳銃はカツの命と同等に大切な品物となる。フォン・ブラウン市ではティターンズ所属のジェリド・メサに一瞬の隙を突かれて拳銃を奪われてしまうが、その後は無事に取り戻されている（Ｚガンダム２４話「反撃」）
前作とは打って変わり、感情の起伏が激しい性格となっている。監督を務めた富野由悠季によれば、「7年の歳月は子供を十分に変えてしまう長さ」「自制心が足りなかったのでしょう」とのことである。突発的に過激な行動を取り、軍隊的規律を犯すことが多く、年上の同僚であるカミーユ・ビダンや上官のエマ・シーンらにたしなめられることも多い（劇場版では、身勝手さは多少抑えられている）。
宇宙ではブライトが艦長を務めるアーガマからヘンケン・ベッケナーが艦長を務めるラーディッシュへ、そして再びアーガマへと所属艦を行き来している。参加当初はモビルスーツ (MS) が1機も余っていなかったため、整備の手伝いなどをするが、物語進行と共に本人たっての希望もあり、晴れてMSのパイロットとなる。規律を破り、無断出撃することも多い。しかし、それが射殺されそうになったカミーユを救出するといった功績につながることもある（カミーユは偵察のため、すでにティターンズに占拠されていたフォン・ブラウン市に潜入するが、顔見知りのジェリド・メサやマウアー・ファラオに発見され、危険な状態に陥っていた）。好戦的に見られる一方、エゥーゴがアクシズと共同戦線を張った際には、かつての敵組織・旧ジオン公国の残党であるアクシズへの葛藤から出撃を頑固に拒むという一面も見られる。当初はネモに搭乗するが、一度メタスに乗り換えたあとは宇宙用可変戦闘機Gディフェンサーの専任パイロットを務めている。
ティターンズ所属のサラ・ザビアロフと出会い、その恋心から突発行動が過激化し、周囲の顰蹙を買うという時期もある。捕虜となったサラに騙されて逃亡されてしまった際には、その蹉跌に苛まれて人間不信に陥ってしまう。物語終盤において、サラが心酔するというパプテマス・シロッコを討とうとするものの、逆に彼の盾となって立ちふさがったサラを誤射し、自らの手で撃墜死させるという致命的失敗を冒す。結果的に前作『機動戦士ガンダム』において、シャアを身を挺して守ろうとしたララァ・スンを殺したアムロ同様の悲劇を経験しているが、サラの仇討ちとしてハマーン・カーンやシロッコに憎しみを向けるようになる。
エゥーゴ、ティターンズ、アクシズの三つ巴の最終決戦中、ヤザン・ゲーブル率いるハンブラビ隊と交戦し、危機に陥っていたエマを救う活躍を見せる。しかし、自身の乗るGディフェンサーをガンダムMk-IIへドッキングさせた後には退避命令を無視し、Gディフェンサーのコクピット・ブロック単体で戦闘に割り込むという無謀な行為に及んでしまう。結果的にはそれがハンブラビ隊の1人、ラムサス・ハサを撃墜するきっかけに繋がるものの、その直後に注意がそれて浮遊していた隕石に正面衝突してしまう。瀕死となったカツはヤザンのハンブラビにビームキャノンで狙い撃ちされ、失速したままサラミス級巡洋艦と思しき残骸に突入し、爆死する（劇場版ではヤザンによる攻撃部分はカットされ、隕石への激突で死亡する）。ハンブラビ隊と交戦していたエマとカミーユはショックを受ける。
カミーユがシロッコとの最終決戦に挑んだ際には、魂（幻影、作中では「力」や「意志」とも称される）となったカツがカミーユの前に立ちはだかるサラの魂を懐柔し、カミーユの特攻をサポートする。なおこのときカミーユを助けた唯一の男性である。パイロットでは続編『機動戦士ガンダムΖΖ』では、ハヤトが精神崩壊中のカミーユの顔を見つめているところで、突如カツの姿が浮かび上がるというシーンがある（カツの魂がカミーユを媒介に、言語を介さずハヤトに伝達されようとした）。また、ジュドー・アーシタとハマーンの最終決戦時にも幻影となって姿を現し、ララァ、フォウ・ムラサメ、サラたちと共に物語中の女性的感性の一翼を担う象徴的存在となり、ジュドーに力を付与している（ただしセリフはない）。
『ΖΖ』におけるブライトとハヤトの会話によると、カツの戦死は第一次ネオ・ジオン抗争中にはフラウ、レツ、キッカには伝えられていないことが分かる。劇場版『Ζ』基軸で描かれた漫画『機動戦士Ζガンダム デイアフタートゥモロー ―カイ・シデンのレポートより―』では、カツの死については家族により早く伝わっており、静岡にあるコバヤシ家には遺影と位牌が飾られている。
小説版では、サラの役割が若干異なっているため、カツが誤射して殺してしまう描写がなく、カツのほうが先に戦死している。最期は、分離後のコクピット・ブロックをヤザンのハンブラビにパンチで殴られ隕石に激突、跳ね返ってきたところを再びパンチされ、潰れたコクピット・ブロックの中で血だるまになって死んでいる。その時、サラはジュピトリスの艦橋でカツの死を感じ取っている。
近藤和久による漫画版では、任務に忠実な少年兵として描かれており、GディフェンサーとガンダムMk-IIのドッキングも、カツの判断と指示において行われている。戦役末期にはティターンズのドルク中尉に苦戦するエマ機の支援に向かい、戦術的優位性確保のためにGディフェンサーを提供するが、分離後のコクピット・ブロックを相手方の海ヘビに捕縛され、その高圧電流で撃墜されて戦死する。

## 主な搭乗機
- FXA-05D Gディフェンサー（メイン・パイロット）
- RX-178  ガンダムMk-II（一時的に搭乗。テレビ版のみ）
- MSA-003 ネモ（テレビ版のみ）
- MSA-005 メタス（一時的に搭乗。テレビ版第44話）
- MS-14A ゲルググ (一時的に搭乗。テレビ版第26話）

## 評価
『愛と戦いのロボット 完全保存版』で発表されたアンケート「みんなで選ぶロボットアニメーションベスト100」では、「一番極悪な悪役・敵役は？」で第100位にランクインした。